# Fantastiska vidunder och var man hittar dem
Fantastiska vidunder och var man hittar dem (engelska: Fantastic Beasts and Where to Find Them) av J.K. Rowling är en bok med beskrivningar av de magiska vidunder som förekommer i böckerna om Harry Potter. Boken är skriven under namnet Newt Scamander, som har en liten biroll i böckerna som författare och djurexpert. Boken är illustrerad av J.K. Rowling själv. Alla intäkter från boken går till välgörenhetsorganisationen Comic Relief.
Den 12 september 2013 tillkännagav Warner Bros. planer på att producera en filmserie baserad på boken, med Rowling som manusförfattare. Newt Scamander var tänkt som filmens huvudfigur, och den planerades utspela sig cirka sjuttio år innan Harry Potter-serien. 2016 hade filmen – Fantastiska vidunder och var man hittar dem – premiär, och den följdes 2018 och 2022 av ytterligare två filmer.

## Den fiktiva boken
Boken utger sig för att vara en reproduktion av en fiktiv bok skriven av den fiktive författaren Newt Scamander (Fullt namn: Newton Artemis Fido Scamander), en berömd magizoolog. Magizoologi är läran om magiska varelser, och den som studerar detta ämne är en magizoolog. Det reproducerade exemplaret skall ha ägts av Harry Potter, och innehåller även klotter i marginalen av Harry, Ron och Hermione, vilket verkar ha skrivits runt den fjärde boken. Förordet är skrivet av Albus Dumbledore.
Boken innehåller magizoologins historia och beskriver 75 magiska arter från hela världen. Det mesta av informationen i boken har insamlats av Scamander under många års forskningsresor över fem kontinenter. Den fiktive författaren anger att den första utgåvan skrevs på uppdrag av Mr. Augustus Worms vid bokförlaget Obscurus Books 1918, men blev inte publicerad förrän 1927. Det reproducerade exemplaret är av den 52:a utgåvan.
Boken är en obligatorisk läsning för förstaårsstudenter vid Hogwarts, där den har använts i undervisningen allt sedan den först publicerades. Det är oklart varför den ingår i litteraturlistan för första året, då eleverna inte studerar magiska varelser förrän tredje året. Kanske används den som referenslitteratur vad gäller de mörkrets varelser som studeras på lektionerna i försvar mot svartkonst. I förordet påpekar Albus Dumbledore att boken är ett utmärkt referensverk för envart magiskt hushåll. Men man får dock inte veta något om hur man tolkar varselögats skrik och de andra saker han säger hushållen kan slå upp i boken.